# بانهورواتی
بانهورواتی (به مجاری: Bánhorváti) یک شهرداری در مجارستان است که در ناحیه کازینتس‌بارتسیکا واقع شده‌است. بانهورواتی ۲۸٫۴۷ کیلومتر مربع مساحت و ۱٬۵۸۴ نفر جمعیت دارد.